# 户籍人口
户籍人口是中国大陆户籍制度的概念，是指所在地区户籍登记的人口；与之相对应的概念是流动人口，即不在户籍登记所在地区长期居住的人口。